# Sagittaal vlak

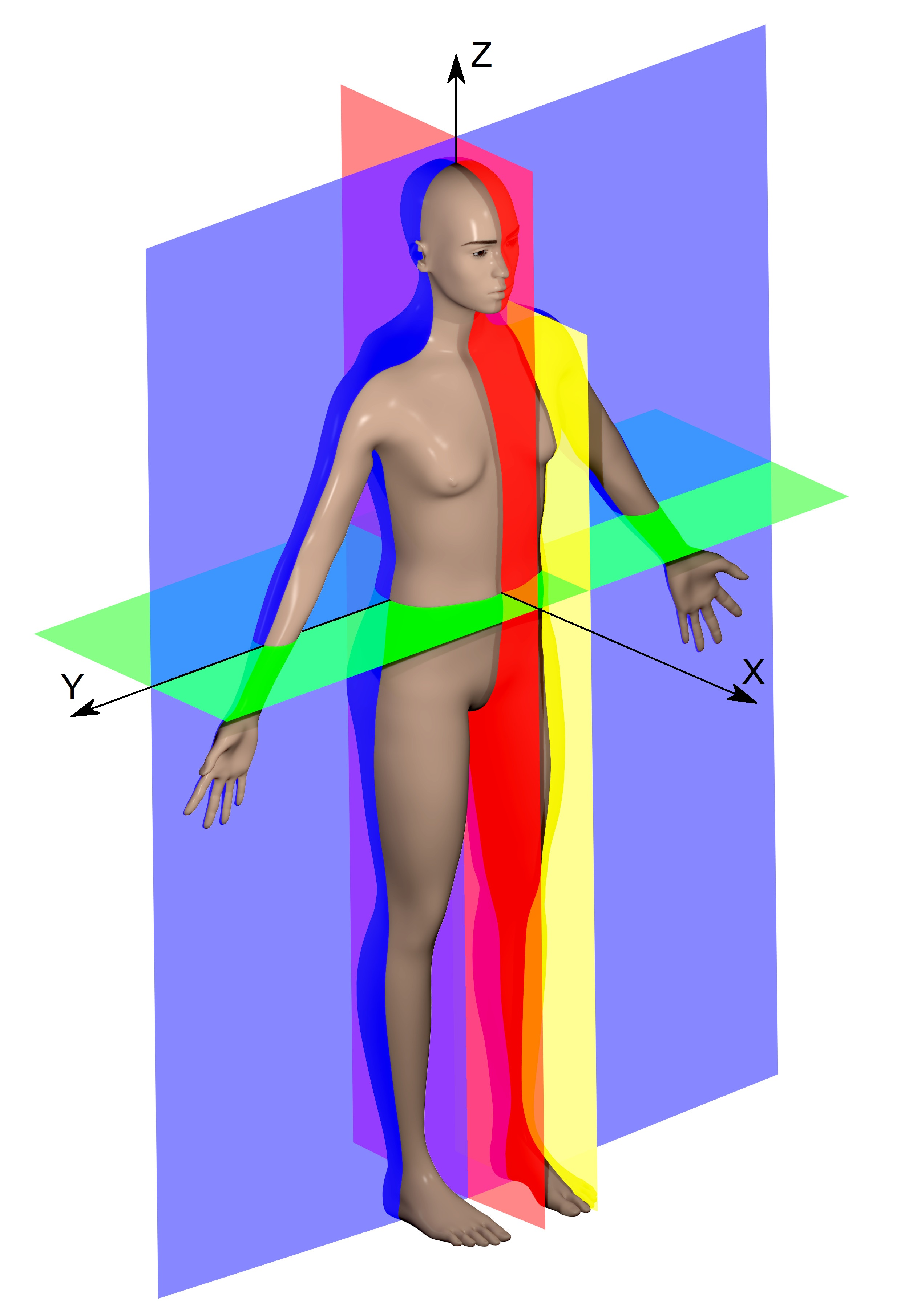
anatomische vlakken
midsagittaal of mediaan vlak
sagittaal vlak
frontaal of coronaal vlak
transversaal vlak

Een sagittaal vlak is een anatomisch vlak dat van voor naar achter door het lichaam loopt en dit verdeelt in een linker- en rechterdeel. Een van deze vlakken is het mediane vlak dat door het midden van het lichaam loopt, dus in de linker- en rechterhelft verdeelt.
Sagittaal is genoemd naar de pijlnaad, die van voor naar achter over de schedel loopt.

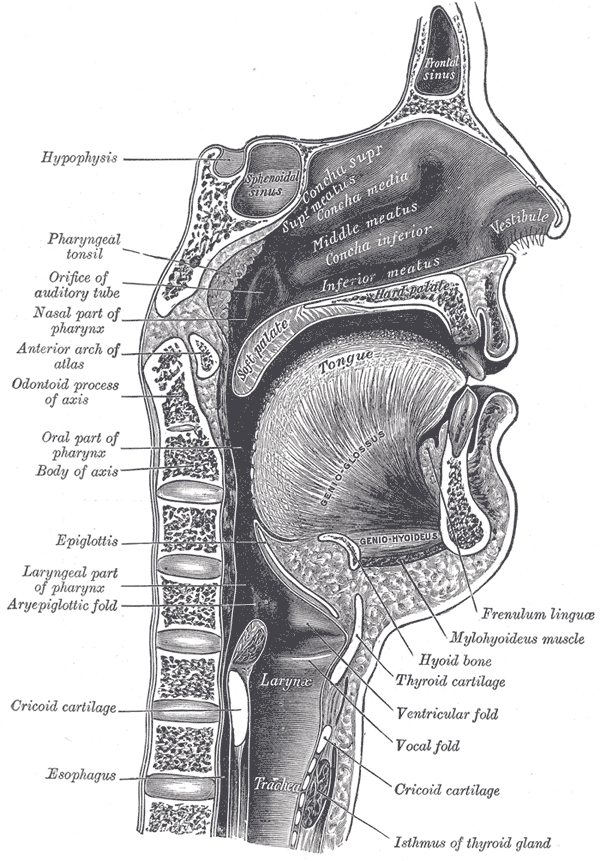
sagittale doorsnede van de neus- en keelholte

superior · inferior · anterior · posterior 

craniaal · rostraal · caudaal 

proximaal · distaal 

ventraal · dorsaal · lateraal · mediaal
coronaal · sagittaal · mediaan · transversaal 

nasaal · temporaal · occipitaal 

contralateraal · ipsilateraal · bilateraal · unilateraal 

afferent · efferent